# Maurus Berve
Maurus Berve OSB (* 12. Januar 1927 in Berlin-Dahlem als Ulrich Joachim Berve; † 27. Januar 1986 in Heidelberg) war ein deutscher Benediktiner und Abt der Abtei Neuburg bei Heidelberg.

## Leben
Berve wurde nach seinem Abitur am Arndt-Gymnasium Dahlem 1943 als Flakhelfer eingezogen und erlebte das Kriegsende in Dänemark. Er trat 1945 in das Priesterseminar in Fulda ein, wechselte kurz darauf in die Benediktinerabtei Neuburg und war erster Novize nach Kriegsende. Am 6. Januar 1948 legte er dort die Profess ab und studierte Philosophie und Theologie in den Abteien in Maria Laach und Beuron sowie in Sant’Anselmo in Rom. Am 17. August 1952 spendete ihm der Freiburger Erzbischof Wendelin Rauch in der Neuburger Abteikirche die Priesterweihe.
Maurus Berve war Bibliothekar und Gästepater, später auch Cellerar in der Abtei Neuburg. 1962/63 war er Bibliothekar, Erster Kantor, Küchenmeister und Intentionar Benediktinerabtei St. Mauritius in Tholey, die ebenfalls zur Beuroner Kongregation, einem Zusammenschluss von größtenteils deutschen beziehungsweise deutschsprachigen Benediktiner- und Benediktinerinnen-Klöstern, gehört. Von 1968 bis 1973 war Berve Prior, Novizenmeister und Cellerar in Tholey. Von 1973 bis 1977 war er Spiritual in der Benediktinerinnenabtei Säben auf dem Säbener Berg in Südtirol.
Am 15. Januar 1977 wurde er unter dem Vorsitz von Abtpräses Laurentius Hoheisel zum Abt von Abtei Neuburg gewählt. Am 10. Februar 1977 benedizierte der Erzbischof von Freiburg, Hermann Schäufele, den neu gewählten Abt der Abtei Neuburg in der Neuburger Abteikirche. 

## Wirken
Maurus Berve engagierte sich für eine Kranken- und Altersversicherung der Mönche. Zudem führte er das Chorgebet in deutscher Sprache ein. Er war Verfasser vieler Beiträge in den Hauszeitschriften der Abteien in Tholey und Neuburg. Zudem hielt er regelmäßig Andachten und Vorträge in den Radiomedien. 1969 erschien seine Monographie über die Heidelberger Armenbibel.
Breve galt als Experte auf dem Gebiet der christlichen Ikonographie.

## Schriften
- Die Armenbibel, Beuroner Kunstverlag 1969 (zweite Auflage 1989)